# 西原信裕
西原信裕（1991年12月26日—），是一位出身於日本千葉縣、隸屬放映新社的演員。

## 人物
特長：面部表演、茶道。

## 演出

### 電影

#### 真人演出
- 哥斯拉大戰機械哥斯拉（2002年、東寶）。
- （2004年）。
- 疾走（2005年12月17日公映）。
- 在遙遠的天空中消失（2007年8月18日公映、GAGA Communications（松竹配給））飾演。
- 那須少年記（2008年）。
- 機關槍少女（2008年8月2日公映、SPOTTED PRODUCTIONS）飾演木村翔。
- 嫌疑犯X的獻身（2008年10月4日公映）。
- （2008年10月11日公映、松竹）飾演將棋部員。
- 極道鮮師THE MOVIE（2009年7月11日公映、東寶）飾演別所信裕。
- （2009年1月31日公映、Phantom Film）飾演本田悠的同班同學。

#### 聲音演出
- 新子與千年魔法（2009年11月21日公映）聲演阿滿。

### 電視劇
- 少年（東京廣播公司、年份不詳）飾演邦夫。
- 晨間小說連續劇「我的藍天」（日本放送協會、2000年）飾演良夫。
- 晨間小說連續劇「我的藍天 Part 2」（日本放送協會、2000年）飾演良夫。
- 抹掉眼淚（富士電視台、2000年）飾演井本。
- 編集王（富士電視台、2001年）飾演井本。
- 爽快3班（2001年度）（以小學生為對象的教育電視劇）（日本放送協會教育電視、2001年）飾演吉村貴。
- 婚姻計劃人（富士電視台、2002年）。
- Home&Away（富士電視台、2002年）飾演清水。
- 丹下左膳（日本電視台、2004年）飾演。
- 愛情一本（日本電視台、2004年）飾演米山健太郎。
- 女王的教室（日本電視台、2005年）飾演6年3班學生山下健太。
- 飆風引擎（富士電視台、2005年）飾演。
- 時效警察（朝日電視台、2006年）飾演笹野孝史的兒子。
- 唯愛（日本電視台、2006年）飾演學生。
- 14歲的母親（日本電視台、2006年）飾演桐野智志的同班同學（客串）。
- 演歌女王（日本電視台、2006年）。
- 世界奇妙物語 '07春之特別篇（富士電視台、2007年）飾演吉野。
- （第6集）（日本電視台、2008年）飾演冬美的弟弟。
- 未來講師（第5集）（朝日電視台、2008年2月）飾演今市。
- 幪面超人KIVA（朝日電視台、2008年6月）飾演高中生。
- 從天而降的3億2千萬（ロト6で3億2千万円当てた男の悲劇）（朝日電視台、2008年）飾演初中生。
- 極道鮮師 畢業SPECIAL'09（日本電視台、2009年3月28日）。
- Dandy Daddy?〜戀愛小說家·伊崎龍之介〜（第4集）（朝日電視台、2009年）飾演劍道部員。
- （日本放送協會、2009年）飾演門吉。
- 左眼偵探EYE（日本電視台、2009年10月3日）飾演郡山一利。
- 還有第11人！（第4集）（朝日電視台、2011年11月11日）。
- HERO（第2季大結局）（富士電視台、2014年）飾演中本信宏。
- SAKURA〜傾聽事件的女人〜（第4集）（TBS電視台、2014年11月10日）飾演相澤陸斗。
- Signal（日本版）（第8集）（關西電視台、2018年5月29日）飾演守谷。

### 廣告
- Sony PlayStation 2
- 萬代 Wonder Swan
- 日本可口可樂 芬達「透明先生」篇

## 外部連結
- 官方簡介
- 西原信裕的X（前Twitter）
- 舊有官方個人詳細資料（Internet Archive存檔）